# Qullpaqucha
Qullpaqucha (Quechua: qullpa = salpeter, qucha = meer) is een zoetwatermeer in Bolivia. Het ligt 3404 meter boven zeeniveau in de gemeente Vacas, provincie Arani, in het departement Cochabamba.